# Iguaba Grande
Iguaba Grande là một đô thị thuộc bang Rio de Janeiro, Brasil. Đô thị này có diện tích 53,601 km², dân số năm 2007 là 20177 người, mật độ 376,4 người/km².